# Емералд Бич (Мисури)
Емералд Бич (енгл. Emerald Beach) град је у америчкој савезној држави Мисури.

## Демографија
По попису из 2010. године број становника је 228, што је 22 (-8,8%) становника мање него 2000. године.
| Група             | 2000.       | 2010.       |
| Белци             | 243 (97,2%) | 219 (96,1%) |
| Афроамериканци    | 0 (0,0%)    | 0 (0,0%)    |
| Азијати           | 0 (0,0%)    | 1 (0,4%)    |
| Хиспаноамериканци | 3 (1,2%)    | 2 (0,9%)    |
| Укупно            | 250         | 228         |